# Blut und Liebe. Ein Ritter-Schauer-Drama
Blut und Liebe (Untertitel: Ein Ritter-Schauer-Drama) ist eine 1912 publizierte Groteske von Martin Luserke, die der Jugendbewegung (Bündische Jugend) zuzurechnen ist. Entstanden ist das Theaterstück in dem reformpädagogischen Landerziehungsheim Freie Schulgemeinde Wickersdorf bei Saalfeld im Thüringer Wald aus Anlass der Schulgründung im Jahr 1906. Es gehört zu den am häufigsten aufgeführten deutschen Jugend-Laienspielen und wird bis heute von zahlreichen Laienspiel- bzw. Amateurtheatergruppen und Schulen im deutschen Sprachraum geprobt und aufgeführt.

## Charakterisierung
Die mittelalterliche Groteske zeichnet sich dadurch aus, dass sie vom Autor so angelegt worden ist, eine Improvisation der Spieler zu begünstigen. Blut und Liebe ist in dieser Hinsicht eine Parodie von William Shakespeares Hamlet. Liebe und Mordlust werden ins Groteske übersteigert und die Tragödie mutiert ins Komische.

## Handlung
Das Stück thematisiert die Interaktion von zwei in Dauerfehde befindlichen Familien, als Ritter Roderich von Löwenklauenstein beschließt, die Tochter des mit ihm verfeindeten Ritters Wolf von Wolfseck zu ehelichen. Dieser möchte sich jedoch nicht auf solche Weise befrieden, sondern die Feindschaft der beiden Familien unbedingt aufrechterhalten. Zur zentralen Figur gerät ein Wunderheiler und Giftmischer, der durch die von ihm angerührten und verabreichten Zaubertränke  Intrigen und Verwechslungen auslöst und die ganze Angelegenheit dadurch wirkungsvoll kompliziert.

## Inszenierung

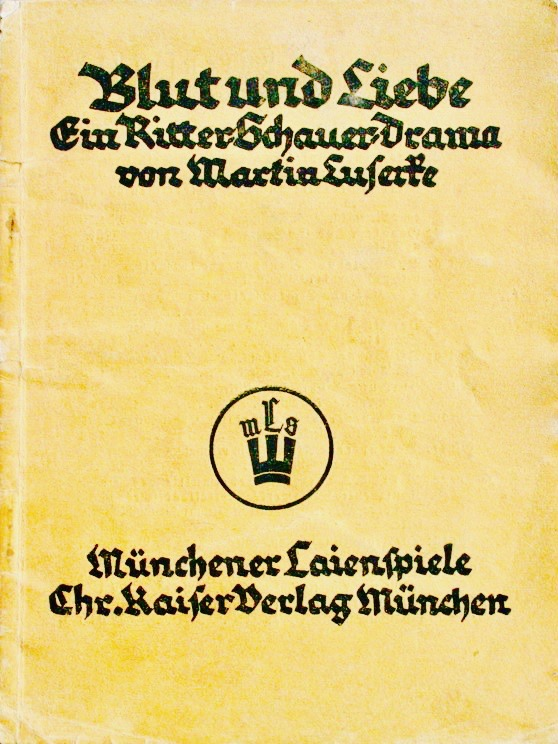
Titelblatt der Originalausgabe von Blut und Liebe, Auflage 1928

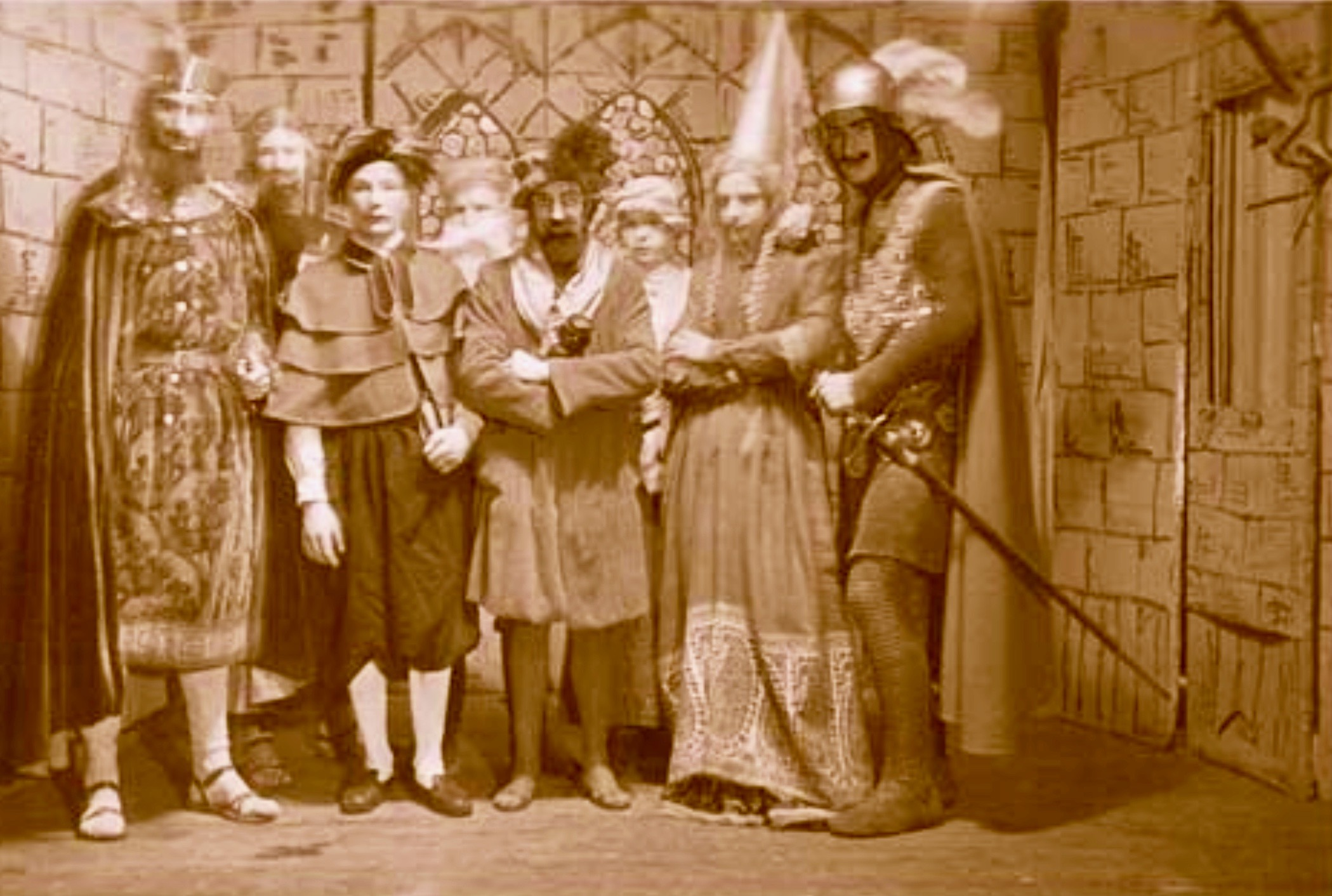
Blut und Liebe-Bühnenbild 1940, Godesheim/Bonn

In seinem Vorwort zur 21. Auflage schrieb Luserke, dass das Stück musikalisch begleitet werden soll. Er wollte ausschließlich männliche Darsteller; die weiblichen Rollen sollten durch Verkleidete verkörpert werden.

## Bekannte Akteure
- Der NS-Widerstandskämpfer Willi Graf („Weiße Rose“) wirkte an mindestens einer Aufführung von Blut und Liebe mit.[19]
- Gerhard J. Bellinger übernahm zwanzigjährig die Rolle des Wolf von Wolfseck.[20]
- Horst Müllers Abiturklasse 1948 probte Blut und Liebe unter Leitung von Ernst Hartung trotz gleichzeitiger Abiturvorbereitungen, um Luserkes Stück während der Abiturfeier aufführen zu können.[21]

## Rollenwandel
Die Rolle des Quacksalbers wurde gegenüber der Urfassung von 1906 verändert. Von Luserke ursprünglich als „der Jude“ angelegt und als solcher bezeichnet, wurde die Charakterfigur in den 1950er Jahren moderater angelegt und in die eines keiner Bevölkerungsgruppe zugeordneten Quacksalbers gewandelt. Dadurch wurden kleinere Änderungen im Text erforderlich, die auch eine Anpassung des Reim- und Versmaßes zur Folge hatten.

## Kritik
- Das „witzige, spritzige Stück“, so Gudrun Wilcke (Pseudonym: Gudrun Pausewang) wirke am Ende „wie der Anflug einer Kritik am Nationalsozialismus“.[23] Sie bezieht sich dabei offensichtlich auf eine zwischen 1933 und 1945 erschienene Neubearbeitung des 1906 im Kaiserreich entstandenen Werks. Als Werk der Zeit des Dritten Reiches kann Blut und Liebe daher nicht bezeichnet werden.
- Die in der heutigen Rezeption als antisemitisch wahrgenommene Rolle eines im Hochmittelalter angesiedelten jüdischen Wunderheilers und Giftmischers (heute neutraler als Quacksalber bezeichnet) führte dazu, dass der Autor Luserke teils als Antisemit bezeichnet wird.[24][25] Diese Charakterisierung Luserkes aufgrund einer Theaterrolle ist jedoch nach wissenschaftlichen Kriterien nicht hinreichend belegt; sie ist zudem umstritten. Luserkes Groteske spielt im Hochmittelalter (etwa 1050 bis 1250), in dem Juden Außenseiter der entstandenen christlichen Ständegesellschaft waren, zu den Zünften keinen Zugang hatten, nur geächtete Berufe ausüben konnten, sozial und religiös nicht anerkannt waren und mit Missgunst betrachtet wurden. In Luserkes Groteske komme ein von einem Ritter gefangen gehaltener Jude vor, der von diesem Ritter als „verdammter Judenhund“ tituliert werde.[26] Für das Hochmittelalter war dies möglicherweise nicht ungewöhnlich. Eine 2017 vorgelegte Dissertation verweist darauf, dass Luserke seine als jüdisch beschriebenen Figuren unterschiedlich angelegt habe, etwa positiv als junger und mutiger Held (Jussuf in: Der Brunnen If)[27] oder als netter „Mauscheltyp“ mit differenzierter Charakteristik (Moses in: Der Brunnen If).[28] Zudem überlasse es Luserke den jeweils agierenden Laienspielgruppen, wie sie die Figuren in ihren Aufführungen konkret auslegen, denn er gebe dazu keine Regieanweisungen.[29]

## Textausgabe
- Martin Luserke: Fünf Komödien und Fastnachtsspiele aus der freien Schulgemeinde Wickersdorf. Bonsels Verlag, München 1912.
- 22. Auflage (= Das Bühnenspiel, 292). Deutscher Theaterverlag, Weinheim/Bergstraße 1996, ISBN 3-7695-2509-4.

## Hörspielfassung
- Blut und Liebe. Ein Ritter-Schauer-Drama in sechs Bildern, Nordische Rundfunk AG (NORAG), Hamburg 1928, Regie: Erich Scharff, ca. 45 Min., auf: dra.de